# Ерисихтон (Тесалия)
Ерисихтон (на старогръцки: Ἐρυσίχθων, в превод „Спасител на земята“) в гръцката митология е син на Триоп и цар на Тесалия.
Той нарежда един ден да отсечат свещения дъб на Деметра, без да обърне внимание на молбите на Дриадата, която ще умре с дървото. Ужасното наказание за това той получава от Деметра, която накарва една богиня на глада да вдиша на спящия Ерисихтон неспиращо желание да яде. След това царят изяжда първо цялата си собственост и след това себе си. Това е причината за неговото допълнително име Aithon (на старогръцки: Αἴθων – „горящ“).
Ерисихтон има една дъщеря Местра. Понеже тя е любовница на Посейдон, има свойството, да се превръща във всякакво създание. За да задоволи своя глад, той дава своята дъщеря на добре плащащи търговци. През нощта тя се преобразява обаче в животно, избягва и се връща обратно при баща си. Към измамените кандидати са също Главк, синът на Сизиф.
Сагата за Ерисихтон е описана при Калимах, Ликофрон и най-подробно при Овидий. 